# Julian Błażowski
Julian Błażowski, též Juljan Błażowski (1852 nebo 1854 – ???), byl rakouský šlechtic a politik polské národnosti z Haliče, na počátku 20. století poslanec Říšské rady. Bratr Marjana Błażowského.

## Biografie
Byl šlechtického původu. Měl statek v Čeremchivě (Czeremchów).
Byl i poslancem Říšské rady (celostátního parlamentu Předlitavska), kam usedl ve volbách do Říšské rady roku 1897 za kurii velkostatkářskou v Haliči. Mandát zde obhájil ve volbách do Říšské rady roku 1901. Ve volebním období 1897–1901 se uvádí jako svobodný pán Julian von Błażow-Błażowski, statkář, bytem Čeremchiv (Czeremchów).
Ve volbách roku 1897 je uváděn jako oficiální polský kandidát, tedy kandidát Polského klubu. Za Polský klub kandidoval i v roce 1901.